# Astragalus lactiflorus
Astragalus lactiflorus är en ärtväxtart som beskrevs av Carl Friedrich von Ledebour. Astragalus lactiflorus ingår i släktet vedlar, och familjen ärtväxter. Inga underarter finns listade i Catalogue of Life.